# Les Derniers Jours de Pompéi (nouvelle)
Pour les articles homonymes, voir Les Derniers Jours de Pompéi.
Les Derniers Jours de Pompéi est une nouvelle d'André Maurois traitant de la vie conjugale de l'écrivain britannique Edward Bulwer-Lytton, auteur du roman homonyme paru en 1834, et de son épouse Rosina Bulwer-Lytton. Elle fut publiée pour la première fois dans les pages de la Revue des Deux Mondes le 15 décembre 1927, puis en 1928 aux éditions Lapina et enfin à partir de 1929 au sein du recueil Les Mondes imaginaires.

## Résumé
Les derniers jours de Pompéi relate la jeunesse d’Édouard Bulwer-Lytton, sa rencontre et son mariage avec la jeune Rosina Wheeler qu'il épouse malgré l'avis de sa mère et le lent déclin de leur union provoqué par l'égoïsme de l'époux qui délaisse peu à peu une femme qu'il juge trop frivole. Au cours d'un voyage en Italie qui devait réconcilier le couple et qui n'a pour effet que de les séparer un peu plus, Rosina est courtisée à Naples par un aristocrate local, alors que son mari s’attèle à la rédaction de ce qui deviendra son ouvrage le plus célèbre, Les derniers jours de Pompéi. La découverte de cette infidélité provoque malgré plusieurs tentatives de réconciliations la séparation du couple, et Rosina, qui souffre de plus en plus de la solitude, se livre à toutes sortes de tentatives pour saborder la carrière politique de son époux, ce qui conduit celui-ci à essayer de la faire interner. Libérée après le scandale provoqué au sein de l’opinion britannique par cette dernière mesure, Lady Rosina Lytton meurt à quatre-vingt ans, neuf années après son mari.

## Éditions
- André Maurois, « Les derniers jours de Pompéi » in Revue des Deux Mondes, 15 décembre 1927, pp. 805-853[1].
- André Maurois, Les derniers jours de Pompéi, portrait gravé par Lucien Madrassi et planches gravées d'Edy Legrand, Paris, Lapina, coll. « Les Images du temps », numéro 5, 1928, 105 p.[2]

- André Maurois, Les Mondes imaginaires, Paris, Bernard Grasset, 1929 (réédition en 1930), 251 p.[3]
- André Maurois, Œuvres complètes : Les Mondes impossibles - Les Mondes imaginaires - Tu ne commettras point d'adultère, t.  VII, bois de Louis Jou, Paris, Grasset, 1951[4].